# Teopomp z Chios
Teopomp z Chios (stgr. Θεόπομπος (Theopompos), łac. Theopompus; ur. ok. 377, zm. po 320 p.n.e.) – historyk i mówca grecki, znany głównie jako autor monumentalnej pracy Philippika historiai dotyczącej dziejów panowania Filipa II.

## Życiorys
Wszystkie daty w sekcji domyślnie są datami przed naszą erą.
Datę narodzin Teopompa znamy z przekazu Focjusza – miał on mieć 45 lat w czasie wydania dekretu z 333/332 roku, umożliwiającemu mu powrót na Chios. Inny okres narodzin pisarza podaje Księga Suda – według niej Teopomp przyszedł na świat w ostatnim dziesięcioleciu V wieku. Zdaniem Michaela Flowera obliczenia, którymi posiłkował się autor Sudy nie są wiarygodne, jednak samo podanie innych informacji niż u Focjusza sugeruje, iż istniały alternatywne przekazy na ten temat i faktyczna data urodzin nie jest pewna. Tradycyjnie przyjmuje się jednak, że autor urodził się na Chios w 378/377 lub 376 roku.
Teopomp pochodził z arystokratycznego rodu. Jako młodzieniec opuścił wraz z ojcem Damostratosem rodzinną wyspę, gdy ten został wygnany za popieranie Sparty. Mimo wygnania rodzina Tepompa nie utraciła bogactwa. Mógł on odebrać staranną edukację w Atenach – późniejsza tradycja przekazuje, że był on uczniem Izokratesa. Przekaz ten podważa M.A. Flower, argumentując zachowanymi pogardliwymi uwagami Teopompa na temat rzekomego mistrza, znaczną różnicą wieku obu uczonych jak i różnicami w ich poglądach, dotyczącymi na przykład Aten, króla Salaminy Nikoklesa czy Antystenesa i jego filozofii. W czasie swoich licznych podróży długo przebywał na dworze Filipa II Macedońskiego. Dzięki rozporządzeniu Aleksandra Macedońskiego z 333/332 roku mógł wrócić do ojczyzny. Po śmierci Macedończyka ponownie przebywał na wygnaniu. Wśród licznych miejsc jego pobytu można wymienić Egipt, gdzie ledwo uniknął śmierci z rozkazu Ptolemeusza I. Data śmierci Teopompa jest nieznana, musiała ona nastąpić po roku 320 lub może  315.

## Twórczość
Teopomp był autorem mów popisowych, które wygłaszał w czasie swych podróży. Zajmował się również publicystyką, między innymi atakował w niej szkołę Platona.
Szczególne miejsce w jego twórczości zajmowały dzieła historyczne. Oprócz własnych prac streścił on w dwóch księgach dzieło Herodota, co może świadczyć o tym, że odbierał jego Dzieje jako utwór przestarzały. Innym przykładem twórczości historycznej Teopompa jest praca o funduszach zrabowanych z Delf.
Najważniejsze dzieła Teopompa to:
- Hellenika (pol. Dzieje Grecji) – 12 ksiąg, obejmowała lata 410–394. Jest to kontynuacja Wojny peloponeskiej napisanej przez Tukidydesa[3][6].
- Philippika historiai (częściej skrótowo jako Philipikka) (pol. Opowiadania dotyczące Filipa) – opublikowana po 324 roku p.n.e., 58 ksiąg, obejmowała lata 360–336. W założeniu autora dzieło poświęcone jest Filipowi II, jednak dzięki jego obszerności oraz dygresjom autora funkcjonowało jako praca z historii powszechnej. W większej części znane jeszcze w IX wieku, co poświadczają wyciągi sporządzone przez Focjusza[3][8].

Dzieła jego pełne są dygresji etnograficznych, przyrodniczych oraz biograficznych; cechuje je także moralizatorska tendencja. Zachowane fragmenty jego dzieł i opinie jakimi cieszył się w starożytności wskazują na rozległą wiedzę autora.
Żadne z dzieł Teopompa nie dotrwało do naszych czasów. Fragmenty zostały zebrane przez Felixa Jakobyego – F.Gr.Hist. 115.